# Noi non siamo infinito
Noi non siamo infinito è il primo album in studio del gruppo musicale italiano Voina, pubblicato il 16 ottobre 2015 per la  Maciste Dischi e la INRI.

## Descrizione
Noi non siamo infinito è stato registrato tra la primavera e l'autunno del 2014 presso il Natural Head Quarter Studio di Ferrara. Il disco è stato prodotto da Manuele "Max Stirner" Fusaroli e Marco "Diniz" Di Nardo, i quali avevano già lavorato con i Voina sulla produzione del precedente EP Finta di niente (2013). L'album vede la collaborazione di Luca Romagnoli, membro del Management del dolore post-operatorio, e di Marti Stone, la quale ha fornito voci aggiuntive in due tracce del disco. È inoltre presente la reinterpretazione di un brano di Franco Califano.
Per la denominazione del disco, il gruppo ha ripreso provocatoriamente il titolo del romanzo Noi siamo infinito (1999) di Stephen Chbosky, citando la disillusione e il fallimento generazionali come tematiche che hanno ispirato la composizione dell'album.
Al momento della pubblicazione, Noi non siamo infinito ha ricevuto un riscontro positivo da parte della critica specializzata, la quale ne ha apprezzato le sonorità e la composizione dei brani. L'album ha inoltre permesso ai Voina di vincere il Premio MEI come miglior gruppo emergente. Il disco ha raggiunto il sesto posto nella classifica nazionale degli artisti indipendenti.

## Tracce
Testi di Ivo Bucci, eccetto dove indicato.
1. La tempesta – 3:15
2. Calma apparente – 3:09
3. Io non piango – 2:42 (Franco Califano)
4. Questo posto è una merda (feat. Luca Romagnoli) – 3:09
5. Ora basta – 3:20 (Bucci, Manuele Fusaroli)
6. Mi sale il vomito (feat. Marti Stone) – 4:10
7. Noi non siamo infinito – 4:21
8. Maledizione (feat. Marti Stone) – 3:27
9. Le pietre – 3:46
10. Finta di niente – 2:38
11. Il funerale – 3:22

## Formazione
- Ivo Bucci – voce
- Nicola Candeloro – chitarra
- Domenico Candeloro – batteria
- Simone Di Cicco - batteria

## Classifiche
| Classifica (2016)     | Posizione massima |
| --------------------- | ----------------- |
| Italia (indipendenti) | 6                 |